# Крейги, Сэм
Сэм Кре́йги (англ. Samuel (Sam) Craigie, род. 29 декабря 1993, Уолсенд) — английский профессиональный снукерист. Младший брат Стивена Крейги.
Начал играть в снукер в возрасте 6 лет. Тренируется вместе с братом.
Дважды был чемпионом Англии для игроков не старше 16 лет, выигрывал юношеские чемпионаты Англии в возрастных категориях до 11 лет, до 14 лет, до 15 лет.
В 2010 году стал победителем чемпионата мира по снукеру в возрасте до 21 года, проходившего в Леттеркенни, Ирландия. В финале Сэм Крейги переиграл Ли Хана со счётом 9:8. А в полуфинале одержал верх над старшим братом — Стивеном. На этом турнире Сэм установил также высший брейк — 139 очков. Всего на его счету на этом турнире 4 сенчури брейка (2 в финальном матче). Эта победа дала Сэму Крейги право на участие в мэйн-туре в сезоне 2011/12.
В настоящее время Сэма тренирует Терри Гриффитс.